# Kleine Dommel

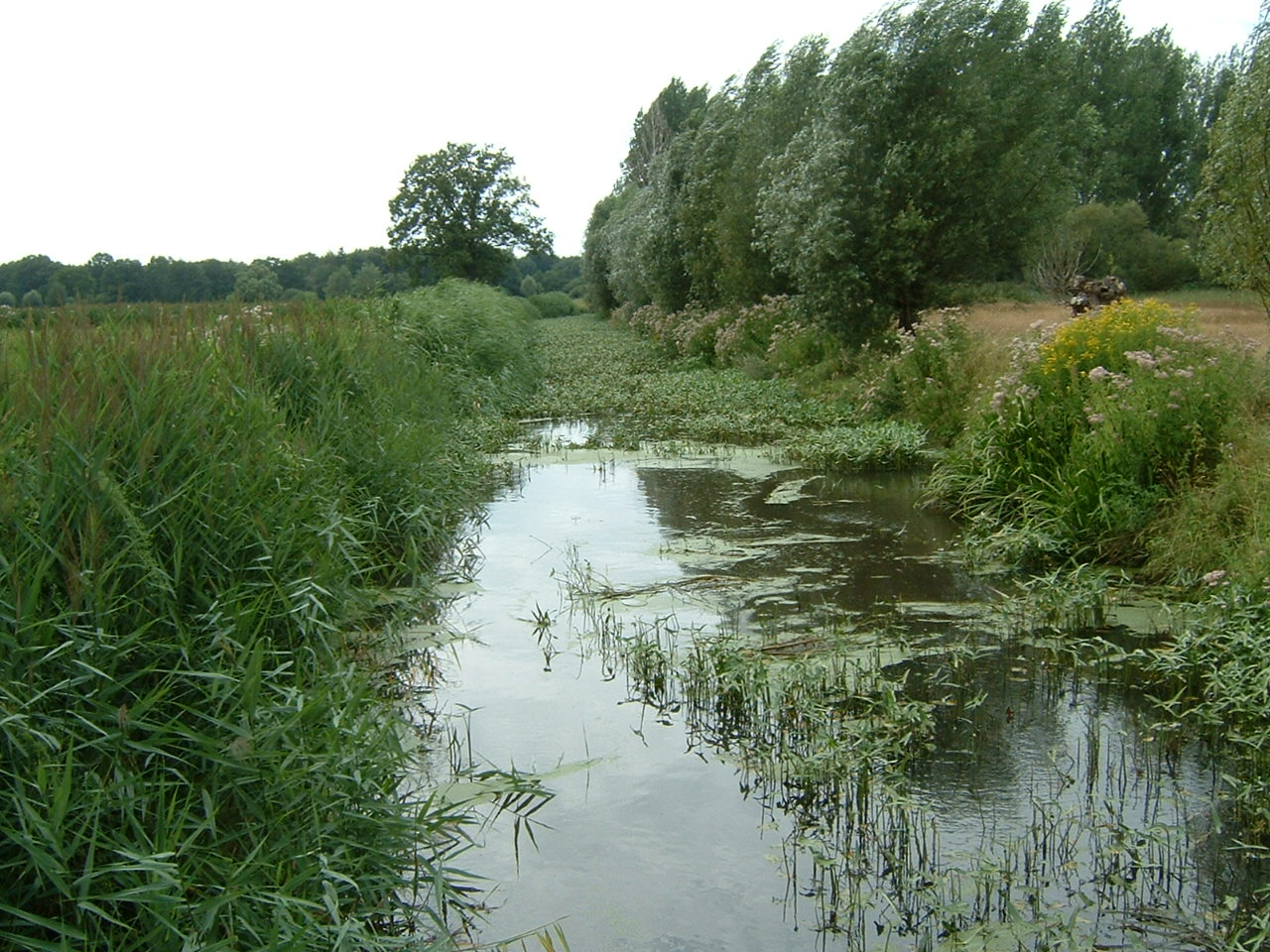
De Kleine Dommel tussen Heeze en Geldrop

De Kleine Dommel of Rul is een beek in de Kempen en de Meierij van 's-Hertogenbosch.
Het dal van de Kleine Dommel ligt in de Roerdalslenk, waar ooit de Rijn en later de Maas door gestroomd hebben.
Hij ontstaat uit de samenvloeiing van de Groote Aa met de Sterkselse Aa bij het Kasteel Heeze in Heeze en stroomt daarna dwars door Geldrop en ten westen van Nuenen, waar hij de grens tussen Nuenen en Eindhoven vormt en aldaar ook in de Grote Dommel uitmondt.

## Zijbeken
Er zijn twee zijbeken: de Witte Loop of Reeloop, die door de Strabrechtse heide stroomt en bij Heeze in de Kleine Dommel uitmondt, en de Beekloop, die ontspringt in de weilanden van het ontgonnen Groot Huisven tussen Heeze en Waalre. Dit stroompje is binnen Geldrop overkluisd en komt in het Hulsterbroek uit in de Kleine Dommel. De Beekloop is met de aanleg van de rondweg Geldrop (Zesgehuchten) verlegd richting de Eindhovense weg. Via een onderdoorgang bij de spoorlijn Eindhoven-Weert loopt de Beekloop via de Hulsterbrug bij het Eindhovens kanaal naar de Kleine Dommel.

## Watermolens
Er staan drie watermolens langs de Kleine Dommel: de Weverijmolen in het weverijmuseum aan de molenstraat in Geldrop, de Collse Watermolen en de Opwettense watermolen. In de veertiende en het begin van de vijftiende eeuw bestond ook de Strabrechtse Watermolen aan de Strabrechtse dijk in Heeze.

## Natuurgebieden
Het dal van de Kleine Dommel ligt in een keten van belangrijke natuurgebieden, met name het deel tussen Heeze en Geldrop, waar het grenst aan de Strabrechtse Heide. Dit betreft een moeilijk toegankelijk en moerassig beekdal dat bekendstaat als de Goorse Zeggen. Het wordt gekenmerkt door met uitgestrekte elzenbroekbossen en verruigde rietveldjes. Tussen de Rulse brug in Heeze en de A67 hoort het dal van de Kleine Dommel tot het Natura 2000 gebied 'Strabrechtse Heide & Beuven'. In 2006 is het Waterschap de Dommel begonnen met het opnieuw uitgraven van een meander en de vervanging van een stuw door een vistrap in dit deel van de beek.
Aan de rand van en tussen de bebouwde kom van Geldrop ligt een rij soms moerassige, dan weer parkachtige beekdalgebieden die in wisselende mate door de omringende stad zijn beïnvloed. Veel natuurwaarde hebben het moeilijk toegankelijke broekbos nabij boerderij 't Goor en het zeer moerassige, maar door verschillende fietspaden ontsloten Hulsterbroek. In de Engelse tuin van het Kasteel Geldrop is het goed wandelen.
Verder stroomafwaarts gaat de Kleine Dommel via een duiker onder het Eindhovensch Kanaal door. Op dit kruispunt van een natuurlijke en een gegraven waterweg is een speciaal natuurgebied ontstaan, mede doordat de Beekloop sinds de omlegging nu uitkomt in een voormalige 'dode' meander van de Kleine Dommel. Deze was overgebleven na de aanleg en latere verbreding van de duiker onder het Eindhovensch Kanaal.
Tussen het Eindhovensch Kanaal en de Collse watermolen, ligt het natuurgebied de Urkhovense Zeggen aan de kleine Dommel. Hier heeft het riviertje nog de mogelijkheid om bij veel water aanbod het aanliggende bos te 'overstromen'. Direct noordelijk daarvan, aan de spoorlijn naar Helmond, ligt het broekbosgebiedje 'De Varkensput' met zijn oude, dichtgegroeide klotputten. (Nóg een gebiedje dat Varkensput wordt genoemd ligt binnen de Urkhovense Zegge, oostelijk van de Dommel niet ver van het Eindhovens Kanaal.)